# دیتر باومان
دیتر باومان (آلمانی: Dieter Baumann؛ زادهٔ ۹ فوریه ۱۹۶۵) دونده دو استقامت اهل آلمان است.
وی در مسابقات کشوری و بین‌المللی در مجموع برندهٔ ۲ مدال طلا، ۳ مدال نقره شده‌است.